# 白崖寨
30°22′13″N 116°08′55″E / 30.37028°N 116.14861°E
白崖寨位于中国安徽省宿松县趾凤乡白崖山上，是一座防御性军事寨堡，2001年被列为第五批全国重点文物保护单位。
白崖寨始建于元末，明末及清末都曾扩建。寨墙周长4千米，高丈余，建有五座门楼。寨内现存九曲居、关帝庙、魁星阁等建筑。
1932年10月，中国工农红军第二十七军在这里成立，并取得了趾凤河战斗的胜利。